# فرانچسکو دی ماریانو
فرانچسکو دی ماریانو (انگلیسی: Francesco Di Mariano؛ زادهٔ ۲۰ آوریل ۱۹۹۶) بازیکن فوتبال اهل ایتالیا است.
از باشگاه‌هایی که در آن بازی کرده‌است می‌توان به باشگاه فوتبال آ.اس. رم، باشگاه فوتبال نووارا، و باشگاه فوتبال لچه اشاره کرد.